# La Plata-dolfijn
De La Plata-dolfijn (Pontoporia blainvillei) is een zoogdier uit de familie van de Pontoporiidae, waarin het de enige levende soort is. De wetenschappelijke naam van de soort werd voor het eerst geldig gepubliceerd door Gervais & d'Orbigny in 1844.

## Voorkomen
De soort komt voor in Brazilië, Uruguay en Argentinië.